# 基尔·布朗
基尔·布朗（英語：Kiel Brown，1984年5月—），生于昆士兰州，澳大利亚前男子曲棍球运动员。他曾代表澳大利亚国家队参加2008年夏季奥林匹克运动会曲棍球比赛，获得一枚铜牌。